# Molly Burhans
Molly Burhans, née en 1989 à New York est une cartographe américaine, scientifique des données et militante écologiste. Après des études dans le domaine de l'environnement, cette catholique pratiquante fonde GoodLands, un organisme de cartographie qui vise à mobiliser l'Église catholique afin qu'elle utilise ses terres à des fins de justice environnementale et sociale. On lui doit la création de la plus grande base de données d'informations localisées sur l'Église dans le monde issues aussi bien de compilations que d'études inédites. Ses cartes et ses données sont utilisées dans de nombreuses études sur les impacts aussi bien humains qu'environnementaux de l'Église catholique. Surnommée « Map Lady », son engagement est récompensé par de nombreux prix. 

## Biographie

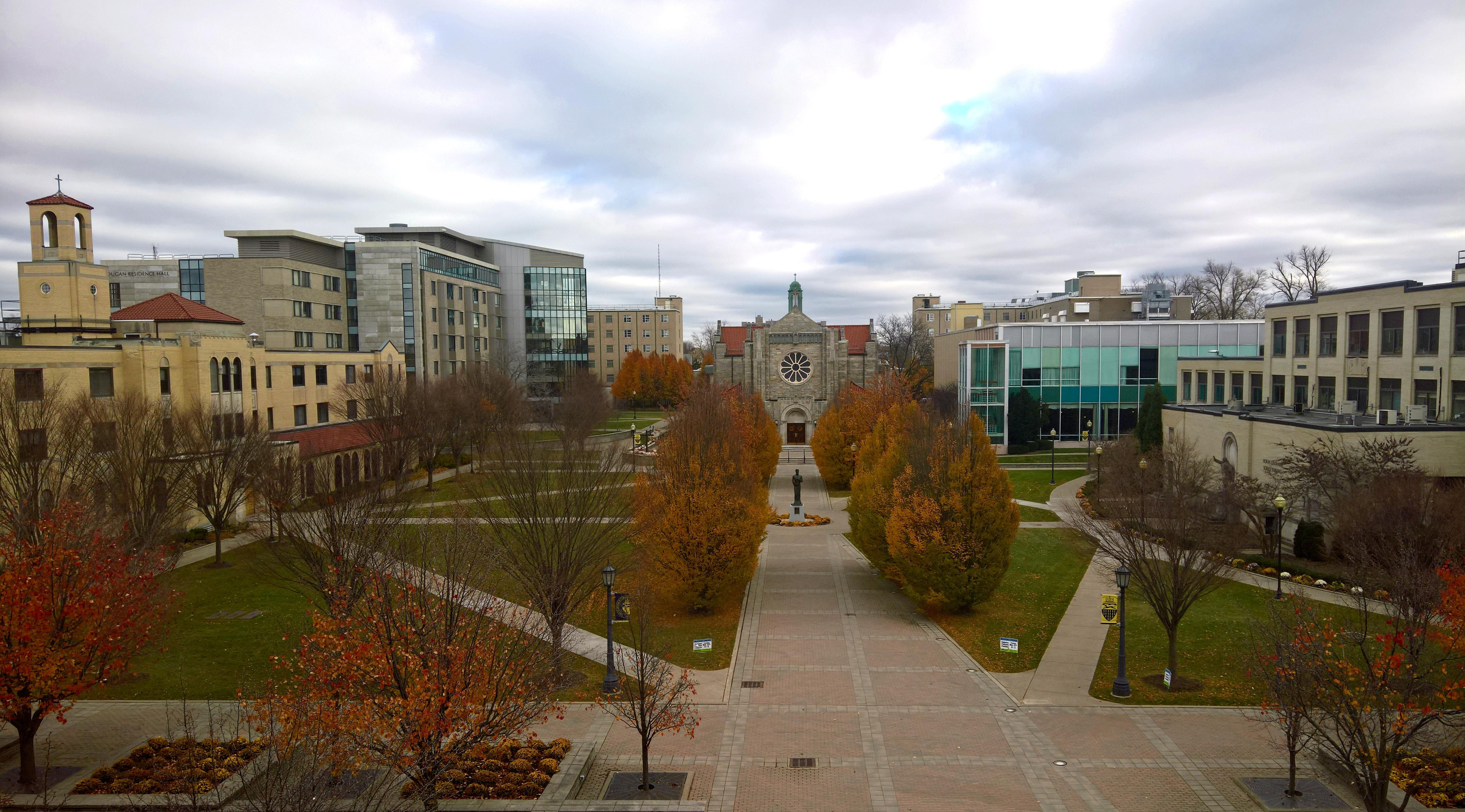
Le Canisius College.

Molly Burhans est née à New York, dans une famille d'universitaires. Passionnée de dessin, elle fait les illustrations des publications scientifiques de ses parents et est fascinée par le Macintosh familial. Elle fait de la danse à haut niveau mais à la suite d'une blessure, elle doit arrêter cette carrière. Elle étudie à la City Honors School (en), une école secondaire de Buffalo, dans l'État de New York. En 2015, elle obtient une maîtrise en design écologique à la Conway School (en) et un diplôme de premier cycle en arts libéraux du Canisius College (en),. Elle y découvre les systèmes d'information géographique, « l'un des meilleurs jours de sa vie », un outil qui mêle ses passions : le dessin, l'informatique et par la manière dont elle chorégraphie l'agencement des données, la danse. Bien qu'elle ait fréquenté l'église catholique lorsqu'elle était adolescente, elle devient catholique pratiquante après avoir obtenu son diplôme de premier cycle et pense un temps devenir religieuse,. En 2015, elle fonde GoodLands, une entreprise de cartographie à but non lucratif,. En 2023, elle enseigne au Canisius College (en) et à l'université Columbia à New York. 

## Travaux
En 2015, alors qu'elle fait une retraite spirituelle et du bénévolat dans un monastère dans le nord-ouest de la Pennsylvanie, Molly Burhans note que ce dernier ne possède pas de cartes complètes lui permettant de gérer ses terres (en). Elle prend alors conscience que le problème est plus large. L'Église catholique, plus grand propriétaire terrien au monde avec environ deux cents millions d'acres de terres, ne possède pas de cartographie lui permettant une meilleure gestion de ses terres ni de prendre en compte les changements globaux qui vont impacter les populations vivant sur ces terres,,. La même année, le pape François publie le Laudato si’ qui traite des questions environnementales et que Molly Burhans considère comme « l'un des documents les plus importants du siècle » tout en notant que l’Église n'a pas de projet pour le mettre en œuvre,. 
Quelques mois après, une fois son diplôme obtenu, Molly Burhans fonde GoodLands, une organisation à but non lucratif qui mobilise diverses technologies de cartographie et de planification afin de créer la cartographie foncière des communautés catholiques,. Elle est un temps invitée au sein du logiciel de SIG Esri. Aidée par leurs équipes, elle traite les données de l’Église catholique qu'elle a récoltées et les croise avec les informations spatiales et environnementales. Peu à peu, au fil des rencontres (comme le collectionneur de cartes David Rumsey) et de ses missions, elle compile les possessions de l’Église catholique, prend contact avec des organisations écologistes confessionnelles et synthétise les informations obtenues dans le SIG,. C'est grâce à Wikipédia qu'elle découvre et emploie sa première statisticienne, Sasha Trubetskoy, qui avait cartographié les provinces ecclésiastiques.

Un feuillet de statistiques de lAtlas hierarchicus.

En 2016, elle fait une intervention à la conférence catholique à Nairobi puis réussit à obtenir une entrevue à Rome afin de trouver des données cartographiques. Leur dernière mise à jour date de 1901 avec l'Atlas Hierarchicus, document réunissant cartes et statistiques. Au sein même du Vatican, elle développe les premières cartes mondiales basées sur des données dans l'Église catholique, cartes qui mobilisent des frontières géo-religieuses plutôt que géopolitiques. Elle dirige le développement d'analyses mondiales ayant trait au catholicisme, telles que l'empreinte carbone et son potentiel dans la préservation de l'environnement,,. Elle élargit ensuite ses données aux questions de santé avec la localisation des dispensaires et des écoles. Au fil des années, elle produit ainsi la plus grande base de données d'informations localisées sur l’Église catholique dans le monde. 

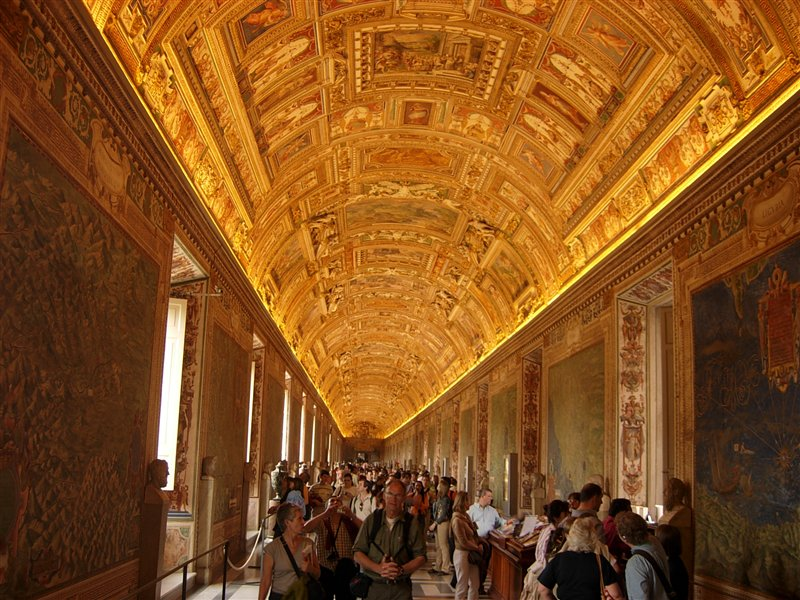
Galerie des cartes géographiques au Vatican, ancètre du travail de Molly Burhans.

En 2017, dans le cadre de Laudato si’, elle est invitée au Vatican et parvient à diffuser ses cartes auprès des cardinaux. C'est la première fois qu'ils voient leur cartographie mondiale, ce qui lui vaut le surnom de Map Lady.  
La même année, son organisation GoodLands utilise les données de Bishop Accountability afin de cartographier les d'abus impliquant des prêtres catholiques. Cette carte, qui suit les transferts et déplacements du personnel religieux et les cas d'abus, a permis à de démontrer que les prêtres et évêques accusés avaient bénéficié de l'aide de l'Église afin d'éviter les poursuites. Elle montre également une diminution drastique des cas dans les diocèses lorsque des politiques de protection des mineurs étaient mises en place, notamment en informant les autorités. En 2019, ses études montrent que l'Église pourrait contenir la maltraitance des enfants par le clergé si elle imposait une telle protection au cours de cinq conférences épiscopales.

## Hommages et distinctions
En 2018, elle est retenue pour la bourse Ashoka pour ses innovations dans l'application de nouvelles technologies pour répondre au changement climatique. Elle est nommée jeune Championne de la Terre par les Nations Unies en 2019,. En 2021, le Sierra Club honore Molly Burhans du prix EarthCare, et elle devient exploratrice émergente du National Geographic. Molly Burhans fait partie de la promotion 2022 des 20 Under 40 Young Shapers of the Future de l'Encyclopædia Britannica dans la catégorie universités et des idées.  En 2023, elle reçoit le prix Archbishop Oscar Romero du département d'études religieuses de Mercyhurst. 